# Эрнандес-Ката, Альфонсо
Альфонсо Эрнандес-Ката (исп. Alfonso Hernández Catá; 24 июня 1885, Альдеадавила-де-ла-Рибера, Испания — 8 ноября 1940, Рио-де-Жанейро, Бразилия) — кубинский и испанский писатель, драматург, журналист, дипломат.

## Биография
Он был сыном испанского полковника Ильдефонсо Эрнандеса и кубинки Эмелина Ката. Вскоре после рождения с родителями переехал на Кубу, семья поселилась в городе Сантьяго-де-Куба. В шестнадцать лет поступил в военный колледж в Толедо, но не имея призвания к военной карьере, оставил учёбу и переехал в Мадрид, где стал учеником столяра и вошёл в богемное столичное общество. Изучил языки и работал переводчиком. Позднее поступил на дипломатическую службу. Также изучал психологию и историю. В 1907 году опубликовал свою первую книгу «Страстные сказки», имевшую читательский успех. Женился на Мерседес Гальт и вернулся в Гавану, где устроился журналистом в издания «Диарио-де-ла-Марина» и «Ла Дискусьон» и сотрудничал с изданиями «Графико», «Эль Фигаро» и «Сосьаль».
В 1909 году поступил на дипломатическую службу и был консулом второго класса сначала в Гавре, в 1911 году в Бирмингеме, в 1913 году в Сантандере, в 1914 году в Кадисе и Аликанте. В 1918 году был назначен консулом первого класса и прибыл в Мадрид, где участвовал в литературной жизни города. В 1921 году из-за защиты права на самоопределение колоний Испании в Марокко был выслан и вернулся в Гавр. В это время он служил поверенным в делах Республики Куба в Лиссабоне, но вернулся в Мадрид в 1925 году в статусе консула, а в 1933 году был назначен послом Кубы в Испании. С 1935 по 1938 год служил послом Кубы в Панаме, Чили и Бразилии, где погиб в авиакатастрофе, пролетая над заливом Ботафого в Рио-де-Жанейро, 8 ноября 1940 года. В память о писателе оставили эпитафии чилийский поэт Габриэла Мистраль и австрийский писатель Стефан Цвейг.
Им было написано много трагедий и комедии в соавторстве с драматургами Альберто Инсуа и Эдуардо Маркина, Алехандро Касона. Его прозаические произведения носят эротический характер.
После смерти писателя, по оставленному им завещанию, на его деньги была учреждена литературная премия, которая вручалась писателям, работавшим в жанре короткого рассказа.